# 新纪元运动

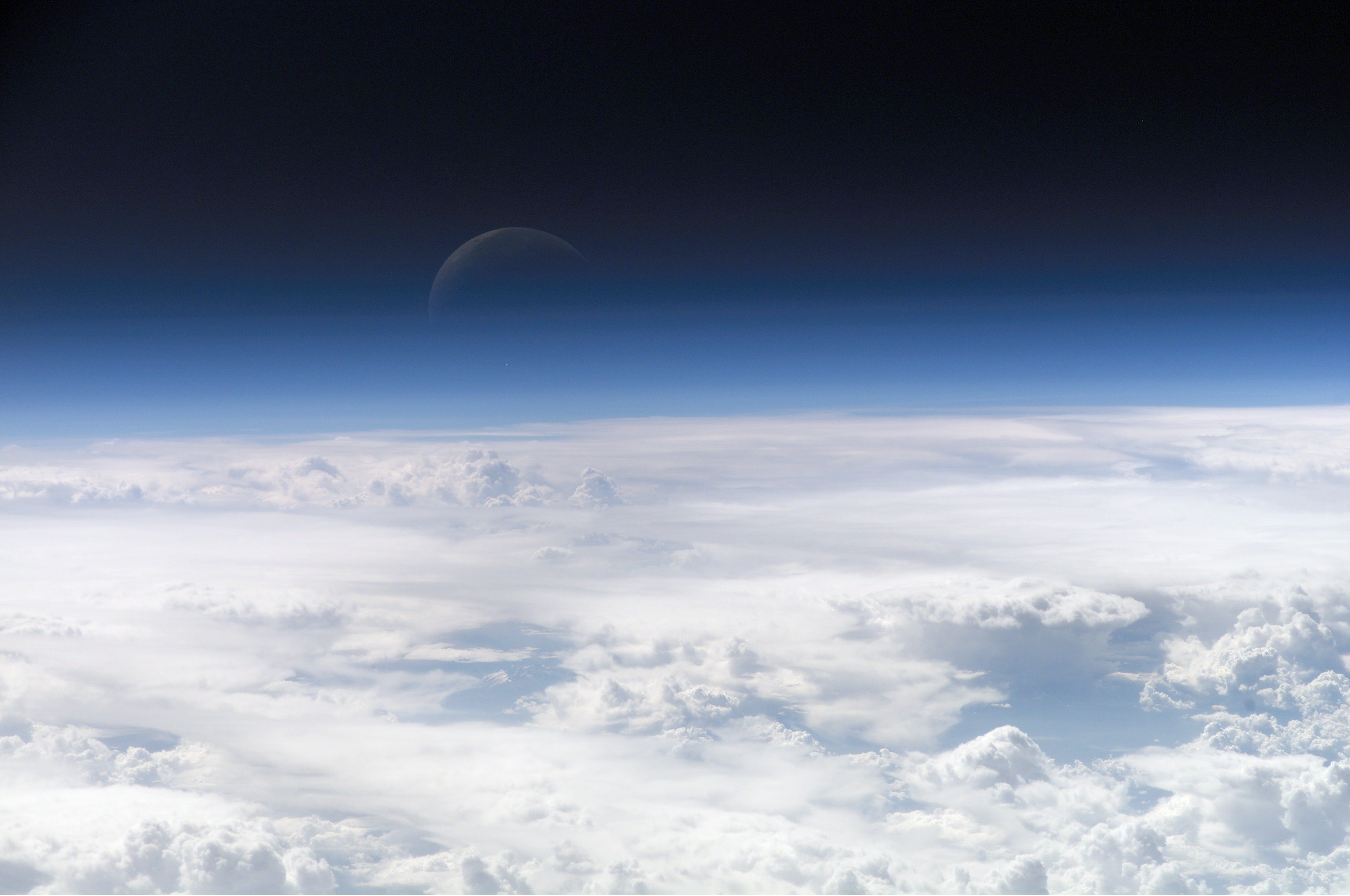
新紀元的心靈思想與地球、月亮以及外太空等概念密不可分；「新紀元」原本指的是寶瓶座年代的到來。

 新時代運動（英語：New Age Movement），又譯新紀元運動或新世紀運動，是一種去中心化的宗教及靈性的社會現象，起源於1970至80年西方的社會與宗教運動及靈性運動。新紀元運動所涉及的層面實際上極廣，涵蓋了神秘學、替代療法，並吸收世界各個宗教的元素以及環境保護主義。它對於培養精神層面的事物採取了較為折衷且個人化的途徑，排拒主流的觀念。另外，自我心靈（self-spirituality）、新心靈（New spirituality）以及身-心-靈（Mind-body-spirit）等詞彙指的都是新紀元思想。「文化創造（Cultural Creative）」與「新範型（New Paradigm）」也都是新紀元的用語。
新時代運動發端於十九世紀晚期至二十世紀早期，流行於1960-1970年代，鼎盛於1980年代晚期的協波匯聚運動。「新時代」一詞指的是即將來臨的寶瓶座年代。在不同人身上都可看得到新紀元思想的影響力，例如一個人會將他的個人化信仰與傳統的宗教信仰融合在一起。
新時代運動吸收東方與西方的古老的精神與宗教傳統，並且把許多觀念同現代科學的觀念融合在一起，特別是哲學、心理學、宗教與生態學。新時代思想汲取世界各大宗教的靈感（猶太教、基督宗教、伊斯蘭教、印度教、中國民間宗教以及佛教、道教），特別是來自新思想、西洋神秘學、新異教主義、諾斯底主義、普世主義、東亞宗教以及印度宗教等思想的影響。
新時代宗教（雖然在新時代運動裡大有去掉「宗教」一詞的趨勢）和哲學的派別眾多，有無神論、一神論、古典泛神論，也有自然泛神論或萬有在神論。
新時代運動產生了各種文學，此外也產生了各種經濟商品，例如新時代書籍、新時代音樂及新時代手工藝品──最常見於特定的商店、臨時市集、節日與替代療法。

## 定義
新時代運動並沒有正式的定義。一些人認為只要把主流與傳統的元素融入自己的個人化信念的都算是新時代。
新時代思想與行動涉及的範圍很廣，次文化的成員自由選擇某一種思想加以認同。至於到底哪一種當代的文化元素能夠被稱作「新時代」則是很有爭議的。事實上，新時代運動和各種心靈運動有諸多相同之處。許多心靈運動，例如新異教主義與超個人心理學就和新時代運動有很大的重疊。
新時代運動並沒有特定確實的發起人或是團體，不過都不約而同的提出共同的概念。主要的概念有：
- 萬物歸一（All is one）
- 一切都有神性（All is God）
- 人性即是神（Humanity is God）
- 世界與人均會產生一種意識的大改變（A change in consciousness）
- 一切宗教最終會歸於一統（All religious are One）
- 相信宇宙的進化，包括意識人性的進化，進化使世界最終是樂觀的（Cosmic evolutionary optimism）
- 信念創造現實（You create your own reality）

其實其他宗教也有提到這些概念，只是改用現代人的用語來說。

## 起源與發展
某些新時代的要素似乎早在十九世紀的形上學運動中就出現了：通靈術、神智學以及新思想運動；另外還有替代療法運動、脊骨神經醫學與自然療法。這些運動可追溯到超驗主義、梅斯梅爾催眠術、斯威登伯格主义以及各種早期西方的神秘主義或神祕學傳統，例如占星學裡的赫密斯主義；另外還有巫術、煉金術與卡巴拉。二十世紀早期的某些作品也使得這些思潮大為流行，大衛·赫伯特·勞倫斯和葉慈都是這類作家。就目前所知，首先採用「新時代」一詞的是海倫娜·布拉瓦茨基所寫的《奧秘的信條》，出版於1888年。
早在1894年，一份基督教自由主義與社會主義的週刊《新時代》問世。1907年，這份週刊被賣給了一群以歐雷吉與傑克森為首的社會主義作家。其他歷史名人也和此週刊有關：赫伯特·喬治·威爾斯、蕭伯納以及葉慈；此週刊成為政治、文學和藝術的論壇。1908年至1914年年間，研究前衛藝術對發掘英國的前衛思想很有幫助，研究對象從漩渦主義到意象主義都有。1914年後，歐雷吉拜見古德也夫的追隨者奧斯本斯基。他越來越專注於神秘主義與其他和精神有關的事物，於是降低了對文學和藝術的興趣。《新紀元》週刊於1921年又被轉賣。根據布朗大學方面的說法，「『新時代』對1907到1921年期間的文學和人文學科裡的現代主義起了很大的作用。」
1900年代中早期，美國神秘主義者、神學家兼探索與領悟協會的創立者愛德加·凱西對日後所謂的新時代運動產生了深遠的影響；他本人特別以一種特異功能聞名，某些人稱之為通靈。英國新神智主義者白莉於1944年出版了《追隨新時代》（Discipleship in the New Age）一書，使用了「新時代」一詞，表示星座年代已經從雙魚宮轉移到寶瓶宮了。同年，另一位使用新時代一詞的人是美國藝術家、神秘主義者兼哲學家盧塞爾在一篇文章裡說道：「......這個人類精神重新覺醒的新紀元哲學......」。芬德霍恩基金會是早期的新時代理念村，1962年成立於蘇格蘭北部，在新時代運動早期扮演著重要的角色並且活躍至今。俄國的新時代運動受尼古拉斯·羅瑞克及海倫那·羅瑞克兩人的重大影響，他們都宣揚神智派思想。另一位神智派前輩魯道夫·斯坦納和他一手創立的人智學對德國人產生了很大的影響。在巴西，通靈術作家卡甸融合了非洲民俗傳統坎東布雷與溫班達。
採用「新時代」一詞的次文化早在1970年代早期就已經存在了，繼承了1960年代的反文化思潮。雖然1960年代的搖滾樂比新時代音樂還要流行，但1967年最流行的搖滾樂「头发」的第一首歌即是「寶瓶座」（Aquarius），其中最令人念念不忘的歌詞是「這是寶瓶座年代的黎明」（This is the dawning of the Age of Aquarius）。這個歌詞顯示了新時代思想已經進入了主流思想。
月刊《新時代期刊》（New Age Journal）的標題體現了1970年代中期「新時代」一詞的使用。數千家小型哲學書店與禮品店也襲用新時代一詞，漸漸地將自己定位為「新時代書店」。
1980年代中期的協波匯聚運動激起了許多大規模類似的活動，新時代一詞因而被美國大眾媒體廣為宣傳為一種精神次文化，包括了冥想、通靈、轉世、水晶療法、察覺感官以外的事物、整體健康、環境保護主義、相信超常現象，或「未知的奧秘」，例如不明飛行物、地球神祕學以及麥田圈。到了1980年代，市面上出現了大量有關這方面的出版物，包括雜誌《通靈入門》（Psychic Guide，後易名為《身、心與靈》）、《瑜珈期刊》（Yoga Journal）、《新時代之聲》（New Age Voice，新時代音樂的雜誌），另外還有商業取向的出版品，諸如《新時代零售商》（New Age Retailer）、《新時代出版暨零售協會》（NaPRA ReView ）等等。
新時代次文化有各式各樣的活動：參加讀書會、冥思團體、聽演講並在臨時市集購物；購買圖書音樂或是不同的產品，例如水晶或焚燒用香；購買醫療或能量金字塔；光顧算命師、治療者與精神諮商師。
引起大眾對新時代次文化注意的關鍵時刻有琳達·古德曼於1968年出版的最暢銷的占星學書籍《太陽符號》（Sun Signs）以及1978年出版的《愛的符號》（Love Signs）、1967年十月的專輯「頭髮」及其第一首歌「寶瓶座年代」（Age of Aquarius）、1987年由裘瑟·阿古勒斯（José Argüelles）發起而在亞利桑那州喜多納舉行的協波匯聚運動以及同年由莎莉·麥克琳主持的系列短片「超級女綁匪」（Out on a Limb）所帶動的風潮。這是關於她中年時探索精神世界的自傳性作品。另外還有許多頗具影響力的靈媒，例如珍·羅勃茲（賽斯）與傑西奈（藍慕沙）。作品方面有海倫·舒曼所著的《奇蹟課程》（A Course In Miracles）(然而，《奇蹟課程》裡所謂的「奇蹟學員」，通常認定此《課程》和新紀元運動出現之年代十分接近，卻並非屬於新紀元運動；《告別娑婆》一書之高靈上師阿頓與白莎是提此論點者之一)、詹姆士·雷德菲爾德所著的《聖境預言書》（The Celestine Prophecy）以及尼爾·瓦爾許的《與神對話》系列（Conversations with God）。
約翰·高登·梅爾敦、伍特·漢格拉福與保羅·希勒斯強調個人的精神世界，而對其他人來說新紀元運動是價值觀之爭的社會政治運動。馬克·薩丁、希爾多·拉斯札克、瑪莉琳·弗古森與柯琳·麥克拉福林等都是這類人物。

## 信仰

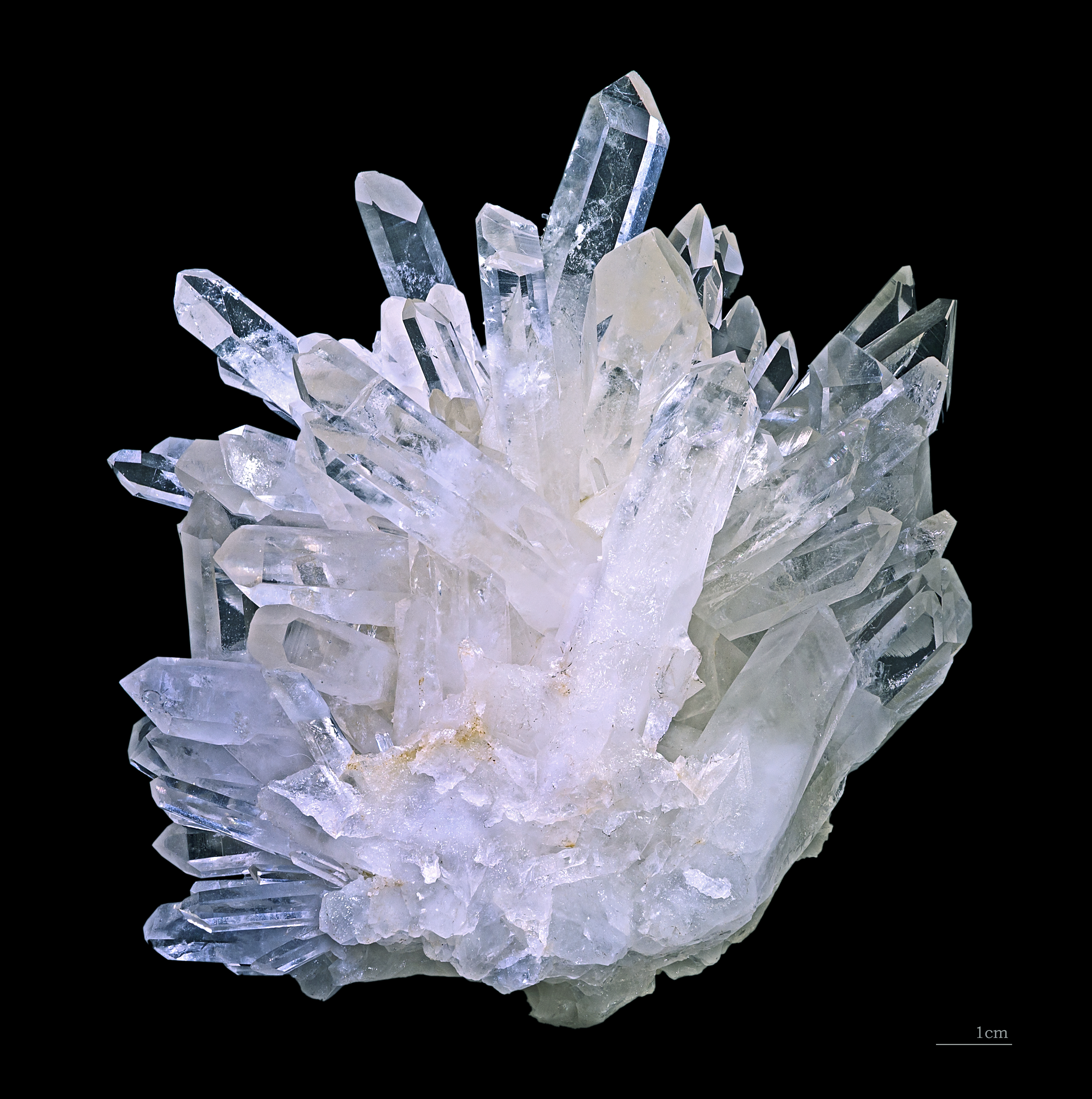
一些新紀元的信徒相信水晶擁有神秘的功能；見水晶能量

最近的一項調查指出，美國成年人當中有大約20%的人多多少少都有新紀元的思想。
那些自認為是新紀元信徒的人事實上彼此之間的觀念差異極大，不同團體與不同地區也會有所差異；一個具有新紀元思想的人可能只信仰某一種或某些新紀元的元素，也可能所有的元素都信仰。

### 哲學與宇宙論
- 有神論：相信泛神論的上帝。上帝的概念有很多種，包括女神或多神教的形式。有些理論會相信人類自己也是神[26]。
- 後世：人類的意識在死後仍然會以不同的方式存在著；後世透過精神的存在、輪迴或瀕死經驗等方式而存在著，使人的意識更能砥礪精進[27]。新紀元的追隨者也許相信地獄，但一般而言不相信傳統基督教或伊斯蘭教地獄的那種萬劫不復的折磨。在新紀元思想裡普世主義式的後世觀點非常普遍。
- 占星學：相信占星學、天宮圖與黃道對人的影響[28]。
- 目的論：相信生命的存在是有目的的。相信共時性──事情的巧合都有精神上的意義，對於每個想提升自己靈性的人都是有用的。任何事物都透過上帝而環環相扣，以能量（英语：Energy (esotericism)）的形式運作著[29]。所有的存在（不管它們是否知曉）都朝這同一個目標前進。
- 心靈能量：某些地理位置會釋放出心靈能量，有時會以能量線（或翻譯:地脈）（英语：ley lines）的形式出現，地脈是地球表面或內部的能量線，帶有電磁性質，像人體的經絡和氣脈，沿著地脈的某些地點都具有超出平均地磁強度的磁性能量，許多聖地和祭祀的地點也是沿著地脈分布（例如巨石陣、麥田圈）[30]。

### 宗教與科學
- 折衷式靈修：每個人應當照著適合個人的方式提升靈性，而不是依循死板的教條。世界上不同的宗教與哲學提供了不同的靈修方式，人們可以各取所需。[來源請求]
- 反對父權：女性主義式的靈修，包括對神聖的看法，例如諾斯底主義的永恆智慧，已被父權思想加以貶低[2]。
- 科學：西方科學忽略了替代療法，像是超心理學、冥想與整體健康的觀念[2]。不過新紀元認為科學與靈修的終極目標都是一樣的。並聲稱科學的新發現，例如演化與量子力學，都符合靈性的原理[31]。

### 超自然信仰
- 寶瓶座年代：相信當今是地球和人類意識轉變最大的時代。某些特定日子所發生的事件意義重大，標誌著寶瓶座年代的到來。1987年的和諧匯聚即為一例，2011年或2012年還有另一個代表寶瓶座年代的事件會發生[32][33][34]。
- 靈體生物：相信靈體生物的存在，例如天使、揚升大師、元素精靈、鬼魂、小仙子、導靈或外星生命。他們在精神上會給予我們指導，如果我們對他們敞開心胸的話[35]。小仙子居住在大自然或花園中，外形似人且擁有法力。[來源請求]一些受到新紀元影響的威卡教徒利用仙子的魔力以喚起靈感以及進行疾病治療（參見：仙子威卡教（英语：Faery Wicca））。[來源請求]
- 古文明：亞特蘭提斯與姆大陸等文明曾經存在過，且留下了像是水晶人頭骨、吉薩金字塔群或巨石陣等遺產。這些文明的真實面尚未被主流的歷史學者所發現。[來源請求]

### 其他
- 直覺：直覺對於生命是很重要的，它已經被現代世界的理性主義、科學懷疑論與科學方法所取代。[來源請求]
- 數學：數學已被數秘術、卡巴拉、神聖幾何學（英语：Sacred geometry）與諾斯底主義等所佐證，是大自然的語言，能夠用以理解上帝的本質[36]。
- 人類潛能：人類的心智能力比一般認為的要強大許多，能夠超越肉體的侷限[37]；人類潛能的終極目標只有少數的精神導師能夠知曉。[來源請求]
- 人際關係互動是了解自己的好機會，而健全的人際關係則有一種固定的模式[38]。
- 靛色系小孩：與上一代比起來，今日的深藍孩童具有更高層次的心靈[39][40]。
- 正向思考：正向思考有助於當事人一路順風[41]。一群具有高度心靈層次的人會在人們之間帶來重大的改變[42]。人類有義務參與正向的創意活動，並試著治療彼此與我們所居住的地球[43]。
- 吸引力法則
- 東方元素：冥想、瑜珈、脈輪、太極拳、氣功、靈氣治療以及其他的東方元素都有助於了解自我的潛能。[來源請求]
- 信心治療：人類本身就具有「自療」的潛能（例如治療觸摸（英语：Therapeutic touch）），能夠加以訓練而達到僅靠觸摸或不觸摸就能治癒他人的境界。[來源請求]
- 飲食：飲食習慣不僅會影響心靈，也會影響身體。許多人喜歡食用當季在地種植的新鮮有機蔬果[44][45]。禁食有助於臻至更高的精神境界[46]。
- 外星人：相信世界上有正面的 善意外星人 和負面的 邪惡外星人 。

## 批評與質疑
對新紀元的批評主要有兩個方面：缺乏適當的科學根基與檢驗；違背或濫用傳統宗教、哲學與文化的權威。

### 宗教與心靈方面的批評
某些傳統宗教的信徒認為新紀元思潮是異端、不道德而且沒有任何神聖經典或傳教傳統，無法提供明確的人生指引。
一些擁有數世紀傳統文化的傳人不接受西方人所貼的「新紀元」標籤，認為那是對這些文化一知半解或有意地零碎化，或者根本就是曲解。這些文化有印度、中國等，還有主流的瑜珈派別、怛特羅、氣功、中醫、寿命吠陀以及武術（例如傳統的太極拳）。

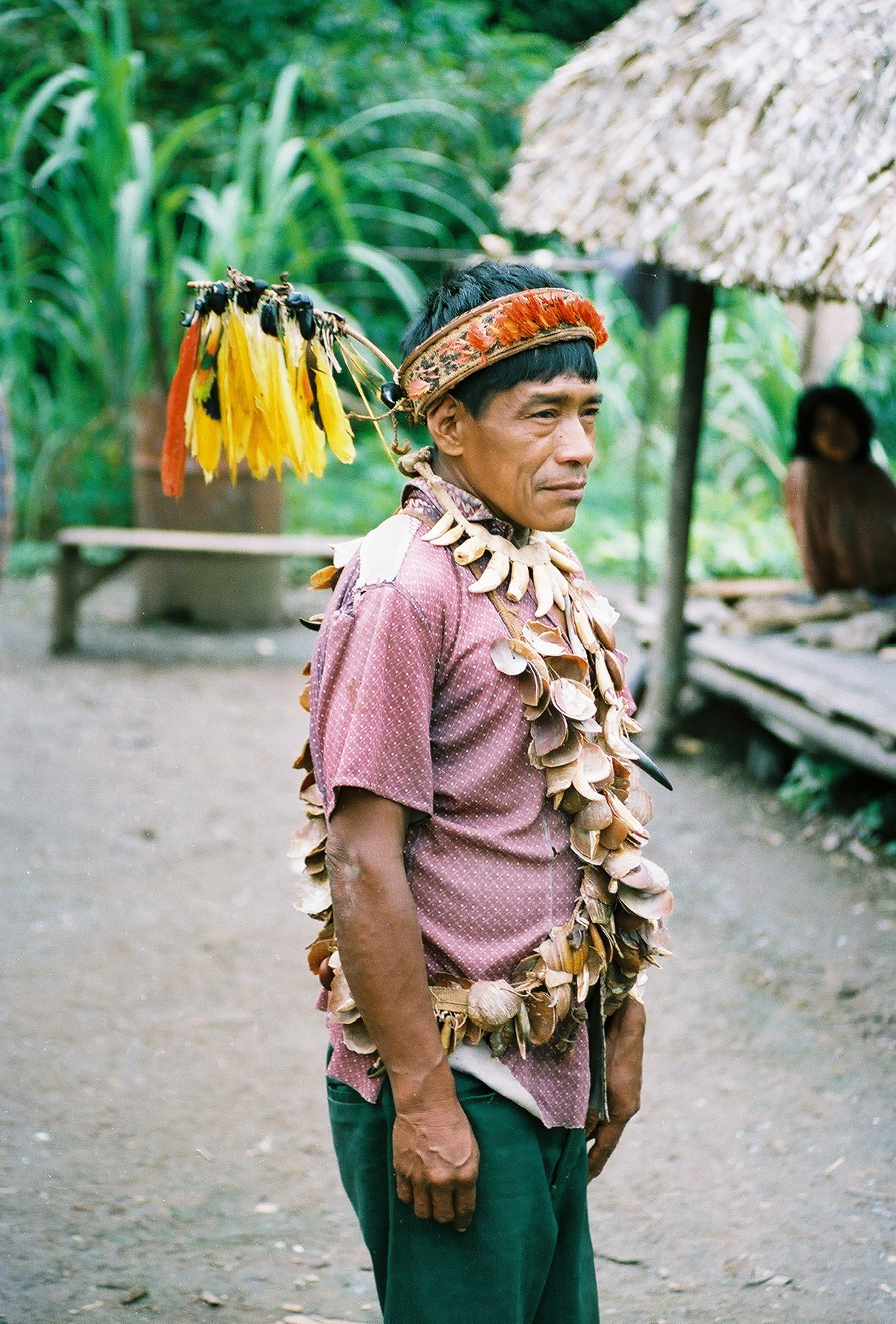
薩滿教巫師，攝於1988年

許多對折衷派新紀元思想最猛烈的批判來自於美洲原住民的作家與社群。《對拉科塔精神文明濫用者的抗戰宣言》（Declaration of War Against Exploiters of Lakota Spirituality）一書是傳統部落宗教領袖所發出的對新紀元最嚴厲的批判。
有些批評者發現新紀元運動的早期流派神智派具有種族偏見的思想，特別是愛莉斯·貝莉的著作對猶太人的詆毀以及魯道夫·斯坦納對黑人等種族的偏見評論，雖然他也強調人智學與人類進步的中心思想──種族平等。任何種族主義的元素並未成為後來神智派的一部份，還被現代的新紀元追隨者加以譴責。
新紀元宗教思想強調跨宗教的融合，特別是加入東方（特別是印度）的修行方式。然而，基督教團體普遍認為新紀元宗教思想盲目引入東方的秘術訓練，以至在唸咒或冥想時引來了邪靈的入侵，而對新紀元思想大加鞭撻，認為是一種交鬼的行為。除此之外，回教團體也認為新世紀運動模糊了信徒對回教信仰的認知而加以批評。

### 理性主義與學術的批評
科學懷疑論者批評新紀元思想，認為每個人都應當質疑所有事物的真實性，特別是有關超常或特異的事物，除非它們能夠被科學證實。
有些研究者未能找到超常事物的強力證據，或未能發現新紀元信仰的合理依據，因而常常濫用科學術語，也就是偽科學的形式，以便宣揚精神信仰。
一些新紀元書籍的作者，像是狄巴克·乔布拉、弗里肖夫·卡普拉以及盖瑞·祖卡夫等都結合量子力學與新紀元思想，創造了稱為量子神秘主義的新文類。電影「我們懂個X」就是這種文類。此外，量子神秘主義還與新思想運動的吸引力法则相關聯。2006年的電影“秘密”（秘密）就和吸引力法則有關。它們為我們解析了不確定性原理、量子纏結、波函數塌縮或多世界詮釋的奧祕，而告訴我們宇宙的本質乃是一元的（一元論），存在著無限的可能性，而實體世界只是人的主觀意識而存在的。
有些科學家對於新紀元廣泛論述量子的主張持懷疑態度，認為他們所信的就量子科學而言太過含糊。瑪格麗特·沃森、海茲·帕各斯、默里·蓋爾曼和維克特·斯鄧葛等研究人員都表示他們不認為有任何證據能支持新紀元的量子力學觀點。
美國心理学家、灵修者肯恩·威爾柏認為新紀元陷入了一種迷思，他稱之為個人/超個人謬誤。根據他的說法，一個人的心理發展是從「前個人」（pre-personal）階段開始的，然後再發展至「個人」（personal）階段，最後則是「超個人」（transpersonal）的境界──最後階段是高度發展的心靈或蒙受啟發後所馳騁的地方。這個階段的特點是狂想式思考的進行，同「後理性」（post-rational）階段（既包含理性但也超越理性）相比是正好相反的。後理性階段的思維乃專注於真實世界的意識。

## 生活方式
擁抱「新紀元」生活方式或信念的人可被歸類為「樂活族」（LOHAS），目前呈現增長趨勢。樂活生活和永續生活有關，也就是所謂的「綠色」生態行動。樂活族多半是生活較富裕且受過良好教育的人。2006年的樂活市場產值估計有3000億美元，大約佔了美國消費市場的30%。根據紐約時報的報導，美國自然行銷研究所（Natural Marketing Institute）的研究指出，2001年共有6800萬美國人屬於樂活一族。美國社會學者雷伊（Paul H. Ray）創造了「文化創造族」（Cultural Creatives）這個詞，和他所寫的書同名。他解釋道，「你所尋求的是兼具實用與美德的產品」。

### 醫療理論
新紀元的支持者可能會採用替代療法，結合或取代講求實證的正規醫學。
某些科學家質疑替代療法或輔助療法的效用，而有些專著作家認為這些療法只不過是庸醫的療法（Norcross et al 2006;Singer and Lalich 1996）。越來越多人運用雙盲法來檢驗替代療法，但很少得到有力的證據。然而，有些替代療法難以用雙盲法檢證，因為許多替代療法的許多功能屬於醫療過程的一部份，實際上無法在雙盲法裡進行「盲」的動作。此部份請參見替代療法，以進行更深入的討論。
懷疑新紀元醫療理論的人士指出，針灸可能會對身體造成直接傷害，設計拙劣的草藥處方或未經專業訓練的個人所開的草藥處方也可能會導致直接傷害。當病患捨棄已獲科學實證的療法，轉而尋求未經證實的療法則會導致間接傷害，反而失去了從主流療法所能獲得的好處。
批評者指出，新紀元醫療並未經過科學檢驗，我們不可能確知，何種療法、草藥以及生活方式的改變能促進健康，我們也無法確知何種療法是無效的或危險的。2005年，位於馬里蘭州貝塞斯達的美國國家衛生研究院進行一項研究計畫，以證明何種替代療法有助於傳統的醫療。

### 音樂
新紀元音樂是較為平靜的音樂，種類繁多，目的為讓人聽了心神安寧。新紀元音樂首次出現於1970年代早期，音樂內容大部分都是樂器的純粹演奏，有原音和電子音樂兩種。多年以來，越來越多的新紀元音樂採用了較廉價的樂器；新紀元音樂有太空電子音樂，有西洋樂器演奏的原音音樂，也有取自其他文化的精神讚歌，像是用梵文吟唱的印度教讚歌，或者是美洲印第安人的笛子和鼓所演奏的音樂。
新紀元音樂可追溯自1970年代突破傳統限制的爵士樂團，包括與ECM Records唱片公司合作的奧立岡樂團（Oregon）、保羅·溫特古典樂團（Paul Winter Consort）以及其他在環境音樂興起前的樂團；新紀元音樂也可追溯到環境音樂，布萊恩·伊諾以及古典前衛音樂家丹尼爾·柯比阿爾卡等人都是這個樂派的。新紀元音樂的「超級巨星」之一的希臘音樂家雅尼乃結合電子合成樂和原音樂器演奏的「世界音樂」。至於恩雅，雖然她自稱不屬於新紀元樂派，但她仍贏得了葛萊美新紀元音樂大獎。她用好幾種語言進行創作，包括了拉丁語。
新紀元音樂試圖提供更美好的遠景，表達對良善與美的欣賞，甚至期待好事的發生。新紀元音樂很少涉及世界以及世人所遭遇到的問題；它僅僅提出了更美好的世界的和平遠景。有些新紀元音樂專輯的外層護套上面印有文字，鼓勵聽眾隨著音樂冥想。許多專輯即為了冥想的目的而特別錄製相關內容。研究指出，新紀元音樂在壓力管理課程裡是很有效的工具。

## 新紀元用語

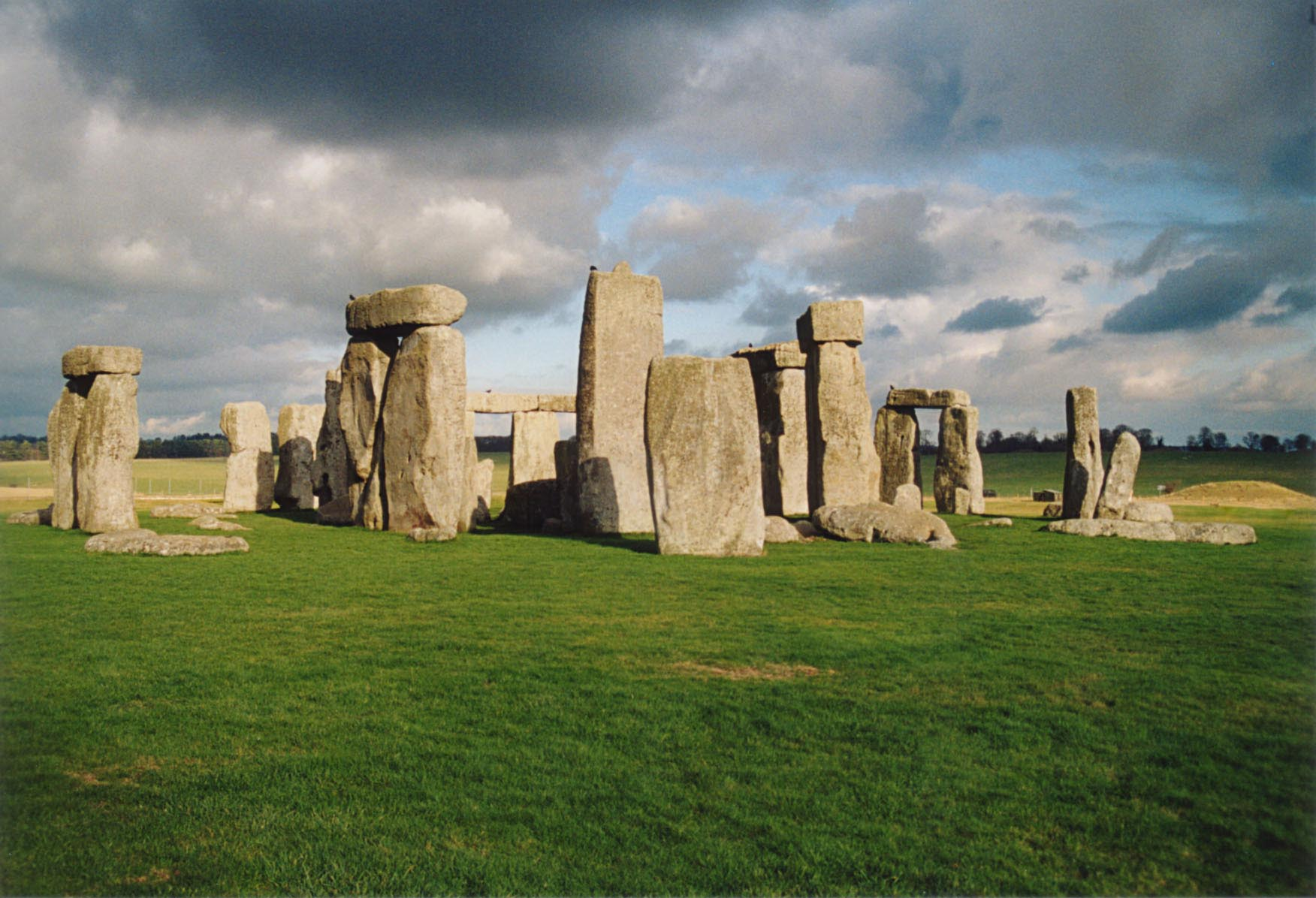
許多新紀元思想者尊崇古代遺跡，相信它們具有特殊的「能量」，例如上圖的巨石陣。

- 力（Forces）：某種力確實存在著，不依賴任何靈體或媒介，異於科學所定義的力（例如重力、電磁場）。這些力是自然界的基礎，並井然有序地運作者（例如，促使種子發芽、生長與開花的力）。
- 力量（Power）：「力」以及其他相似的力都被神秘的力量所充滿，在不同事物間顯現的強度各異。力量能夠藉由接觸、感官或近距離的方式互相轉換。力量能夠透過各種機制在人或物裡持續累積或耗弱，這包括了命運以及神秘的儀式。力量能夠被感官察覺到，像是「气场」和「能量（英语：Energy (spirituality)）」；力量若是過度集中，可能會有危險性。
- 能量（Energy）：在某些信仰體系裡，力（Forces）和力量（Power）是沒有分別的，例如，就活力論而言，許多傳統宗教就傾向於等同這兩者。這種觀念在新紀元裡也有，也就是接觸治療或靈氣治療所說的「能量」。新紀元也相信能量是地球上的能量流，例如英國和歐陸的「能量線」（leylines），以及中國的風水學說。
- 精神（Spirit）：所有的存在物（特別是有意識的存在）都蘊含著某種特定的能量，和意識相互作用著。但是能量在某種程度上是獨立於實體存在之外的。這種典型的能量比實體的存在還要重要，在實體消逝之後仍然以某種形式存在著。

## 外部連結
- 新紀元運動網上連結 （页面存档备份，存于）-基督教觀點，全方面討論新紀元運動
- 梵蒂岡譴責“新紀元運動” （页面存档备份，存于）-BBC中文版新聞